# Ґеорґе Ґіка
Ґеорґе Ґіка (рум. Gheorghe Ghica) — господар Молдавії з 13 березня 1658 по 2 листопада 1659 та Волощини з 20 листопада 1659 по 1 вересня 1660.

## Життєпис
Ґеорґе Ґіка є засновником родини Ґіка. Мав албансько-грецьке походження. Мав незначні статки. Є предком різних гілок родини, які відіграли значну роль в історії Румунії та Молдови.
Ґеорґе Ґіка приїхав до Молдови ще до початку правління Василя Лупула, займаючись торгівлею. За часів Василя Лупула він був приведений до двору і отримав у підпорядкування дрібних бояр, потім став ворником, а згодом — капукегаєм (постійним представником румунських правителів) був відправлений до Константинополя. Георгій Штефан, наступник Лупу, тримає його як агента, і, щоб зробити його гідним цієї посади, він віддає свою племінницю за свого сина.
З ласки Георгія Штефана він отримує правління Молдавією. Намагаючись повернути собі трон, Георгій Штефан, союзник Константина Щербана, колишнього господаря Волощини, і Георге Ракоці II, князя Трансильванії, зазнав поразки від Гіки під Струнгою. У грудні 1658 року разом з турецько-татарськими військами брав участь у пограбуванні Трансильванії. Але наступного року Константин Щербан, тепер у супроводі Міхні III, господаря Волощини, атакує сили Ґіки на річці Жижії. Кримські татари змогли поновити його на посаді господаря, переслідуючи війська Щербана в горах, і Міхні III в Мунтенії (березень 1659), де він остаточно втратив князювання, яке отримав сам Ґіка.
У листопаді 1659 року Стефаніца Лупу призначається правити Молдовою, а Ґіка переїжджає до Волощини. Там згідно з турецьким розпорядженням він переносить столицю до Бухареста, зруйнувавши резиденцію в Тирговіште. Він був сповнений рішучості навести лад у країні, але Константин Щербан знову завдає йому удару та переганяє його за Дунай у травні 1660 року. Хоча турецько-татарські війська повертають його на посаду, виганяючи Щербана, який після смерті Ракоці переходить до козаків, Ґіка недовго протримується на троні. Це пов'язано з тим, що візир Купрулі планував перетворити країну на еялет, а Ґіка більше не був спроможним платити данину, оскільки країна була бідною, страждала від голоду та епідемій. Ґіка спробував втекти, але був схоплений, зв'язаний і доставлений до Адріанополя, звідки його перемістили до Константинополя.
Він помер в 1664 році.
У нього були дві дружини: Катерина Ґіка і Смарагда Ґіка. Від шлюбу з останньою народився Григоре I Гіка (1628—1675).